# Cheroscorpaena tridactyla
Cheroscorpaena tridactyla is een straalvinnige vissensoort uit de familie van schorpioenvissen (Apistidae). De wetenschappelijke naam van de soort is voor het eerst geldig gepubliceerd in 1964 door Mees.